# Gare de Mertzwiller
Gare de Mertzwiller vasútállomás Franciaországban, Mertzwiller településen.

## Vasútvonalak
Az állomást az alábbi vasútvonalak érintik:
- Haguenau–Hargarten - Falck-vasútvonal

## Kapcsolódó állomások
A vasútállomáshoz az alábbi állomások vannak a legközelebb:
- Gare de Gundershoffen
- Gare de Schweighouse